# Thiền viện Trúc Lâm Đà Lạt
Thiền viện Trúc Lâm Đà Lạt là thiền viện thuộc thiền phái Trúc Lâm Yên Tử. Thiền viện cách trung tâm thành phố Đà Lạt 5 km, nằm trên núi Phụng Hoàng, phía trên Hồ Tuyền Lâm. Đây không chỉ là thiền viện lớn nhất Lâm Đồng mà còn là điểm tham quan và chiêm bái của nhiều du khách trong và ngoài nước.

## Lịch sử
Thiền viện bắt đầu được xây dựng vào năm 1993, đến năm 1994 thì hoàn thành, bản thiết kế do kiến trúc sư Vũ Xuân Hùng và Trần Đức Lộc vẽ và có sự tham gia thiết kế của kiến trúc sư nổi tiếng Ngô Viết Thụ (người thiết kế Dinh Độc Lập - nay là Dinh Thống Nhất, Thành phố Hồ Chí Minh) trên ý tưởng thiết kế và quy hoạch của HT Thiền sư Thích Thanh Từ. 
Thiền viện được chia ra làm 4 khu vực: khu vực ngoại viện, khu tịnh thất hòa thượng, hòa thượng viện trưởng, khu nội viện tăng và khu nội viện ni.
Thiền viện do Hòa thượng Thích Thanh Từ thành lập. Đây chính nơi mà hòa thượng Thích Thanh Từ hiện nay cư ngụ chính và thường xuyên đi giáo hóa và tu hành.
Trụ trì hiện nay là Thượng tọa Thích Thông Phương. Ngài là đệ tử kiệt xuất nhất trong hàng môn đồ của Hòa thượng Viện trưởng Thích Thanh Từ. 
Hòa thượng Viện trưởng Thích Thanh Từ từng nói: "Một ngàn người đệ tử, chỉ một mình (Thượng tọa) Thông Phương là đủ." Điều này khiến chúng ta nhớ lại một thiền sư Trung Hoa đã từng bảo: "Loài có sừng tuy nhiều, một con lân là đủ."

## Miêu tả

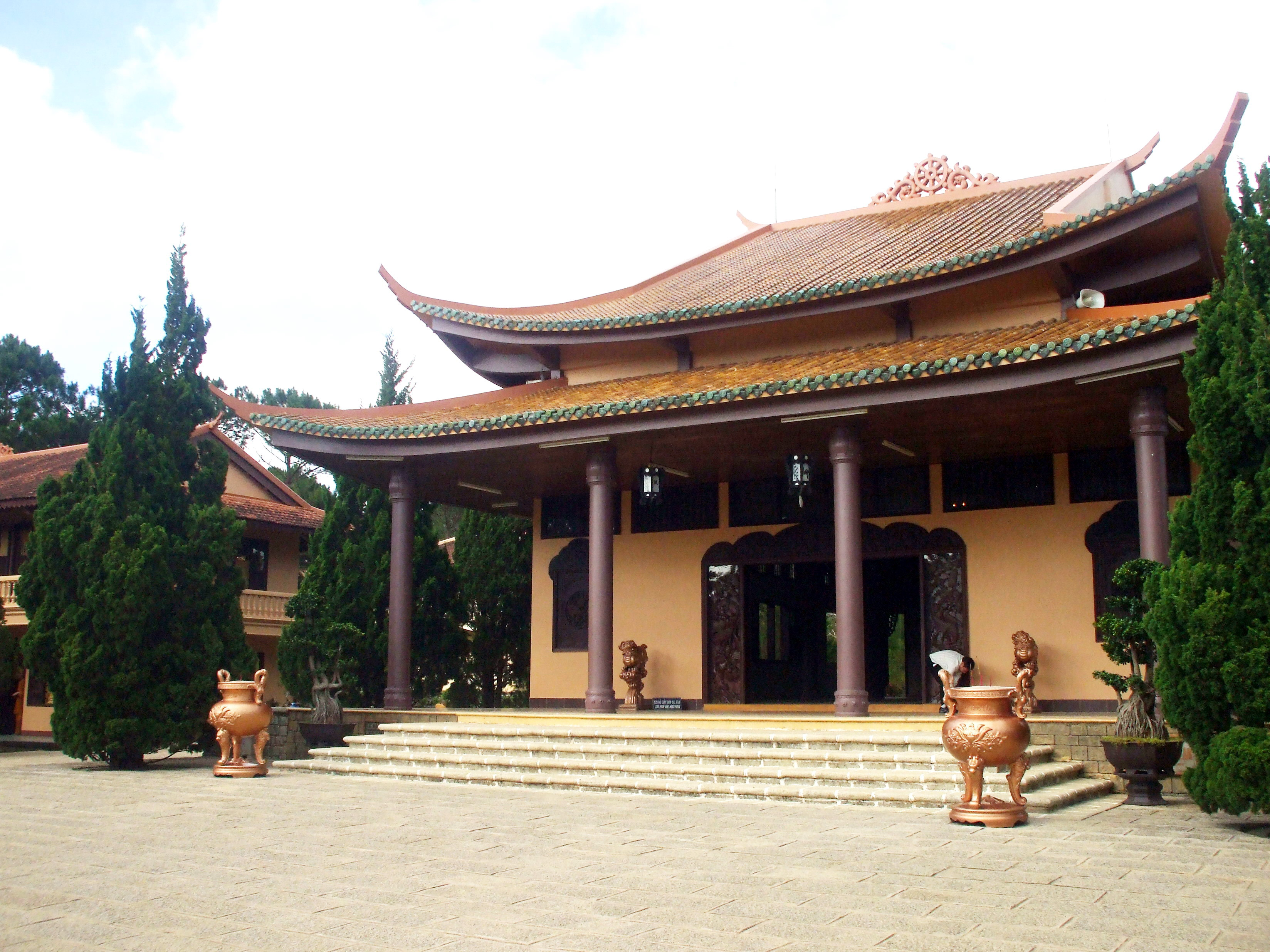
Chính điện

Đây là một công trình kiến trúc độc đáo bên cạnh hồ Tuyền Lâm. Đi lên từ phía hồ Tuyền Lâm là một con đường dốc có 140 bậc thang bằng đá, hai bên là những rặng thông cao vút, xanh rì dẫn qua 3 cổng tam quan để vào chính điện. Chính điện có diện tích 192m2, bên trong thờ tự đơn giản, nhưng mang đầy ý nghĩa của nhà Phật. Giữa điện thờ tượng Phật Thích Ca cao khoảng 2m, tay phải cầm cành hoa sen đưa lên gọi là bức tượng "Phật Thích Ca Niêm Hoa Vi Tiếu" (vì miêu tả theo điển tích "Niêm Hoa Vi Tiếu"). Hoa sen là một biểu tựợng tượng trưng cho tôn giáo nhà Phật. Bên phải đức phật là Bồ Tát Văn Thù cưỡi sư tử. Bên trái là Bồ Tát Phổ Hiền cưỡi voi trắng 6 ngà. Chung quanh phía trên chính điện là các bức phù điêu chạm khắc 8 tướng thị hiện của đức phật và các bao lam, án thờ bằng gỗ được chạm khắc rất công phu. Hành lang phía trước chính điện là hàng cột gồm bốn cột tròn giả gỗ. Trần được lợp bằng ngói tráng men sáng loáng, mái ngói uốn nhẹ toát lên nét khiêm cung của người Việt, nét thanh thoát của nhà thiền. Phía bên phải của chính điện là lầu chuông được chạm khắc phù điêu mang ý nghĩa sâu sắc của Phật giáo rất tinh xảo và đẹp mắt. Bên trong là quả đại hồng chung nặng khoảng 1,1 tấn, trên mình khắc chạm những bài kệ có ý nghĩa thanh thoát mang đầy đạo lý.

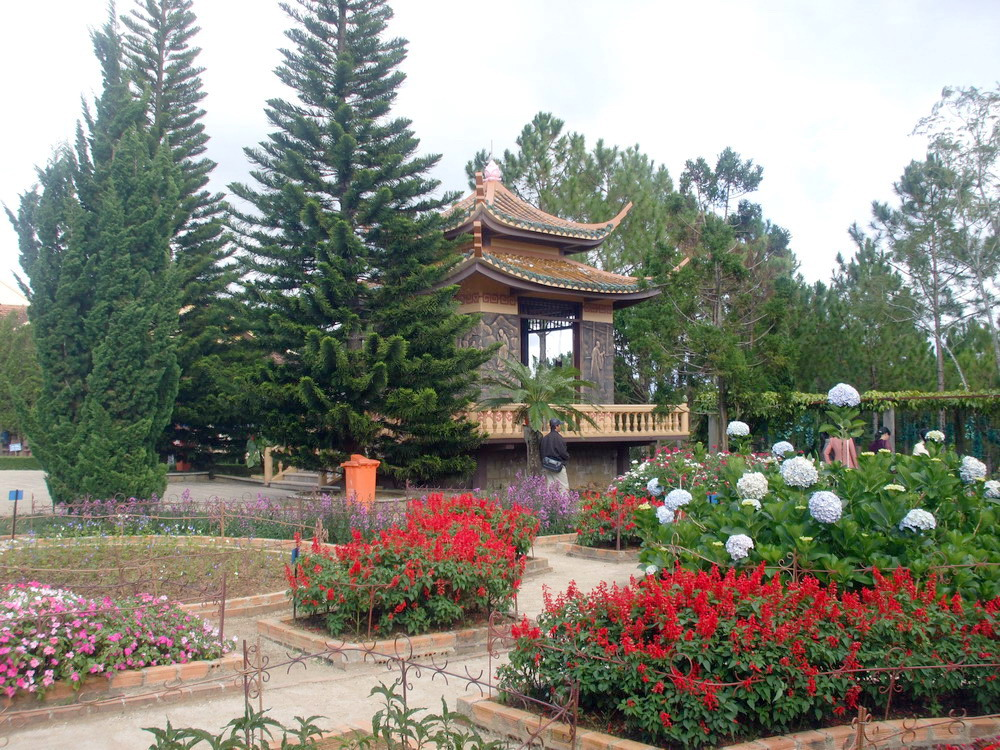
Gác trống

Từ trên chính điện nhìn xuống là hồ Tuyền Lâm, phong cảnh ở đây rất đẹp, hồ nước trong xanh in bóng rặng thông bên đồi Thanh Lương. Bên dưới lưng chừng đồi, gần hồ Tĩnh Tâm là nhà khách 2 tầng nằm gọn trên một ngọn đồi có khu vườn xanh mát. Đây là nơi những phụ nữ đến xin tập tu ngắn hạn tại thiền viện. Phía trước nhà là rừng trúc xanh tươi. Đứng trước sân nhà có thể thấy đỉnh núi voi phục soi bóng xuống hồ Tuyền Lâm hùng vĩ.

## Hoạt động của thiền viện

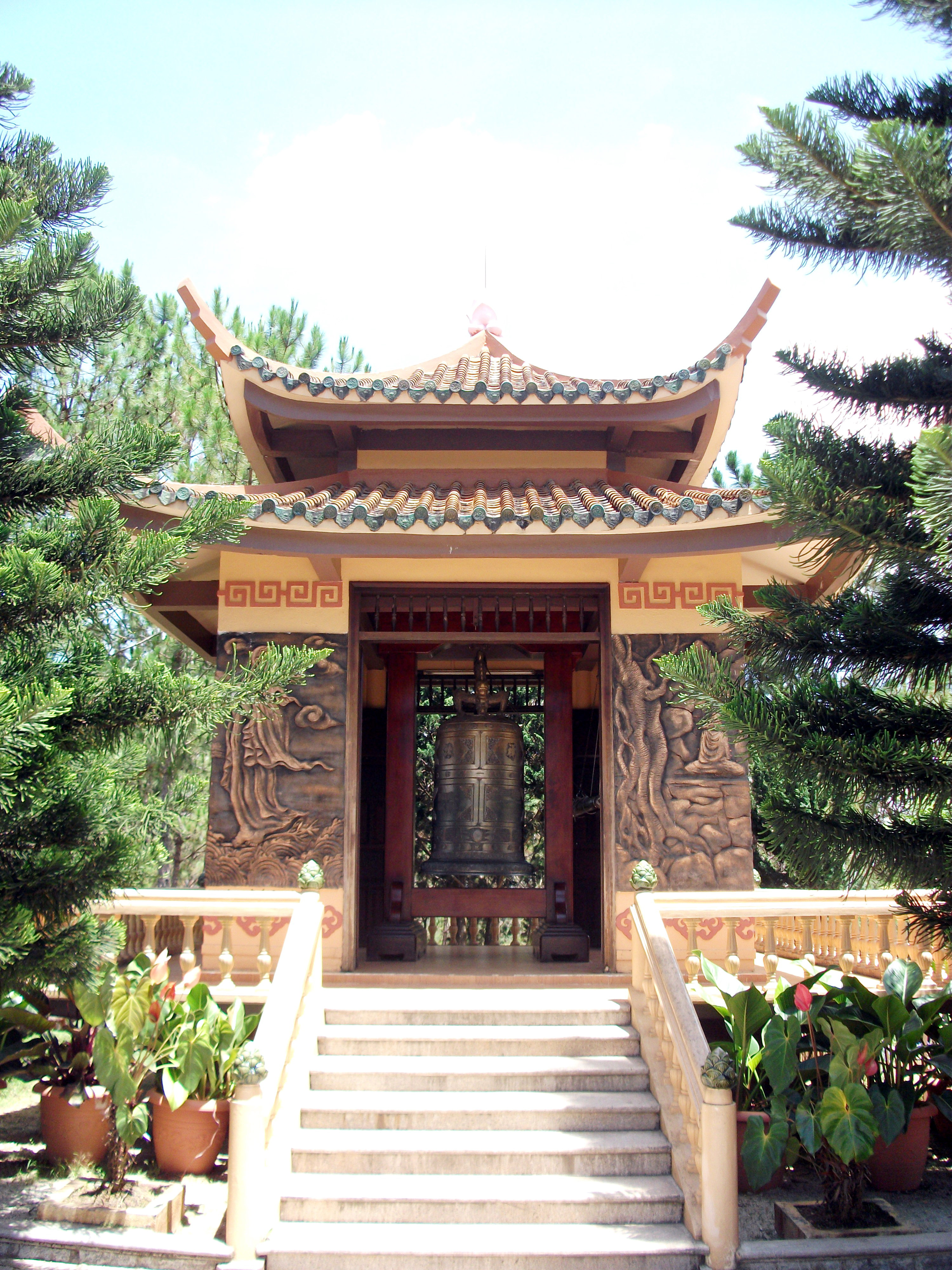
Lầu chuông

Những lúc đông nhất, thiền viện có hàng ngàn tăng ni, phật tử đến theo học về thiền. Đây là một thiền viện nghiên cứu và thực hành về Thiền tông lớn nhất ở Việt Nam hiện nay với chủ trương khôi phục Thiền tông Việt Nam (có từ đời nhà Trần). Mỗi ngày, các tu sĩ ngồi thiền 3 thời trong ngày, mỗi thời 2 giờ đồng hồ và thời đầu tiên là từ lúc 3 giờ sáng và kết thúc vào lúc 22h hằng ngày. 
Buổi sáng: 3h30-5h30, 14h30-16h30, 19h30-21h30.
Chia làm 2 khu chính trong các hoạt động thiền.
- Nội viện tăng: Nội viện tăng nằm tách biệt với bên ngoài, đây là khu dành cho nam tu, nên du khách không thể tham quan khu vực này.
- Nội viện ni: Nội viện ni nằm tách biệt với bên ngoài, đây là khu dành cho nữ tu, nên du khách không thể tham quan khu vực này.

## Các công trình phụ

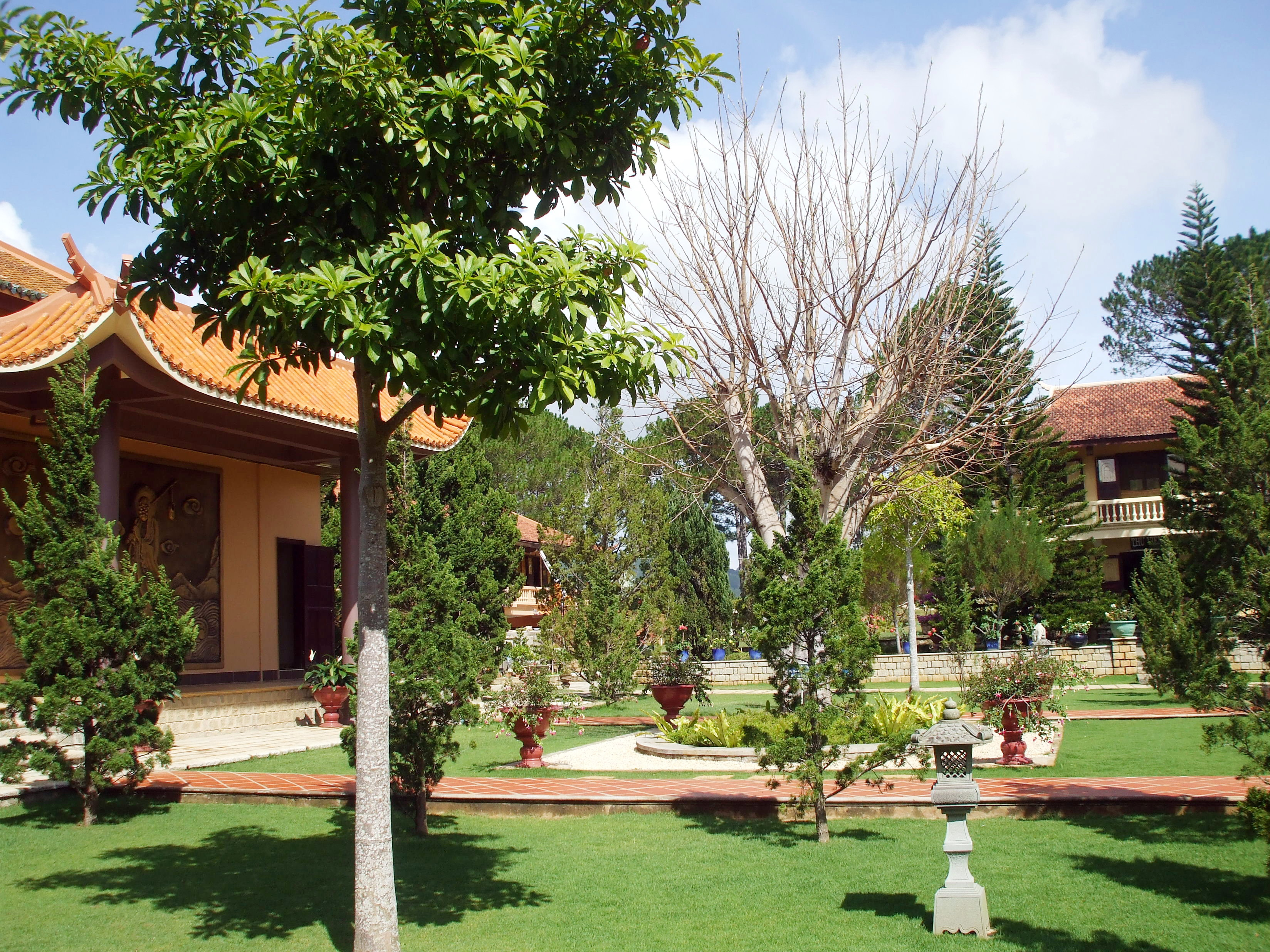
Khu vực phía sau chính điện

- Nhà Tổ (Tổ Đường), Nằm phía sau chánh điện, ở đây thờ tượng tổ sư Bồ Đề Đạt Ma bằng đá trắng khá, tượng tam tổ Trúc Lâm là sơ tổ Trúc Lâm Đại Đầu Đà Trần Nhân Tông, nhị tổ Pháp Loa và tam tổ Huyền Quang. Khu vực này du khách có thể tham quan.
- Phòng tiếp khách, phòng này dành tiếp khách từ phương xa nên khá rộng lớn và trang trọng.
- Phòng phát hành kinh sách và hình ảnh lưu niêm của hòa thượng. Các vật lưu niệm khi Hòa thượng thượng Thanh hạ Từ đi giáo hóa các nơi trong nước và quốc tế.
- Phòng phát hành kinh sách với các tác phẩm do chính người viết nên và các ấn phẩm Phật giáo khác.

## Tu tập
Thiền viện không tổ chức các khóa tu mà là mỗi ngày tu. Sống trong hiện tại với `` Chánh niệm``,``Phản Quan Tự Kỷ`` và ``Quán chiếu`` bản thân, thay vì tìm cầu bên ngoài thì tự soi lại bản thân, không tìm lỗi người.
Sống với ``Chánh niệm`` thì đi, đứng, nằm, ngồi, ăn uống, ngủ nghỉ... đều tự biết thì đến khi ``Dạ, vâng`` là cái gì? Đến khi ``Ồ, Vỗ đùi, tiếng động`` thì sống tự tại, an nhiên thân và tâm.
Tại sao khi ngồi thiền vọng lại đến nhiều hay không ngồi được yên? Do nhiều nguyên nhân như: 6 căn tiếp xúc 6 trần, tiếp thu quá nhiều thông tin không cần thiết, ``tham, sân, si`` mà si là cái gốc, rễ... Để giải quyết đơn giản là nghe mà không nghe, thấy mà không thấy, ăn mà không ăn..., `` Thân đâu tâm đó``, việc ai nấy làm, thân ai nấy lo, nghiệp ai nấy trả. Không phải việc của mình không tham gia vào. Đặc biệt khi tu tập dù ngắn hạn hay dài hạn đến xuất gia đều phải giữ miệng, cười đùa, chạy nhảy mất thanh tịnh, hạn chế nói năng, nói nhiều, khi cần thì trả lời không thì thôi, để cho nó mốc lên.

## Vườn hoa
Có thể nói vườn hoa của thiền viện là một trong những điểm du khách không thể bỏ qua và là vườn hoa hiếm hoi sưu tập nhiều loại hoa lạ. Các giống hoa được các tăng ni ươm trồng và có hẳn một vườn ươm và cấy ghép. Các giống hoa được hòa thượng mang từ khắp nơi trên thế giới về ươm trồng. Nổi tiếng nhất là giống: sim tím, bông gòn Úc, phù dung,...

## Hình ảnh

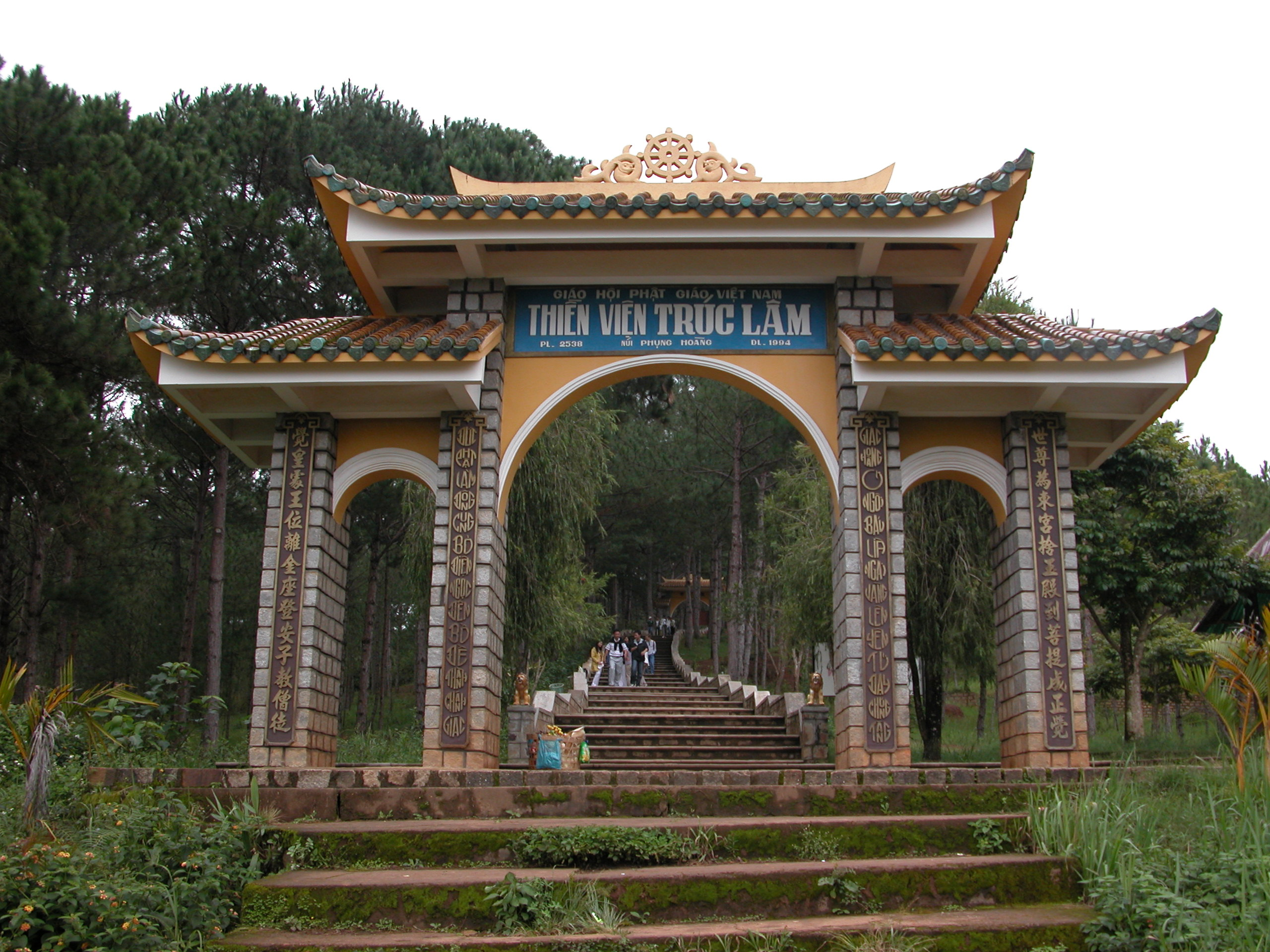
Cổng lên thiền viện
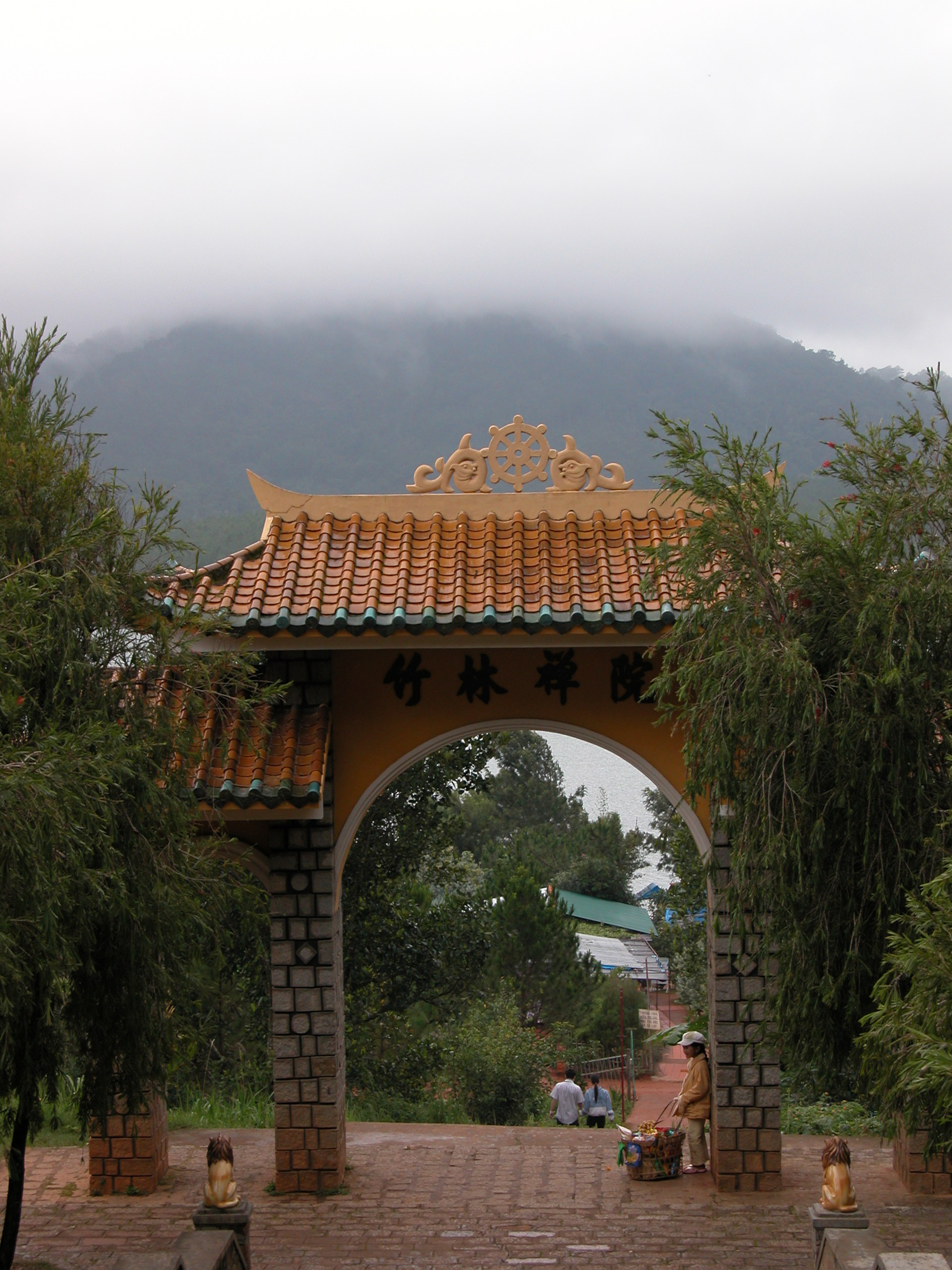
Từ cổng nhìn ra hồ Tuyền Lâm
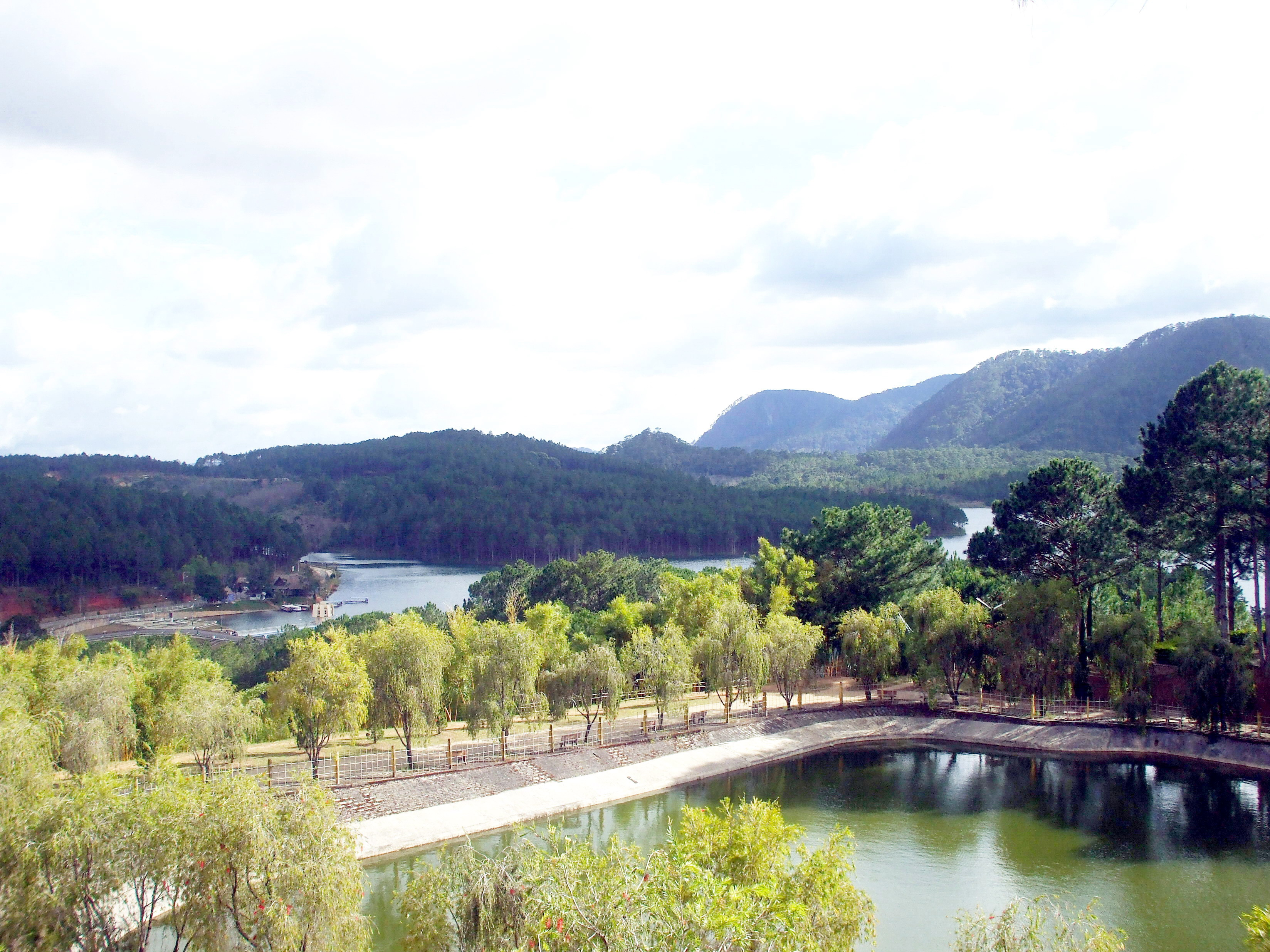
Phong cảnh ở phía trước thiền viện
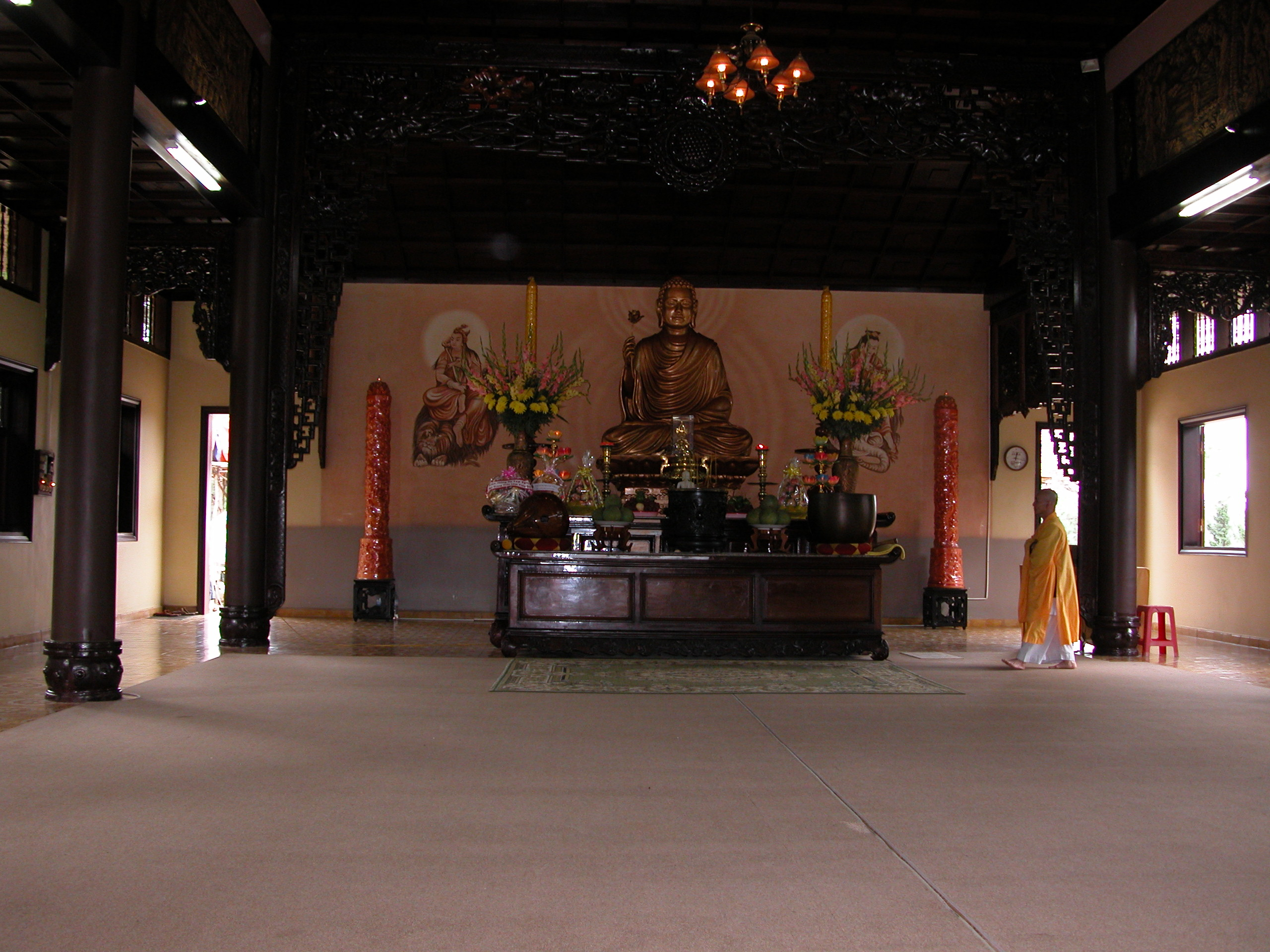
Sảnh chính điện
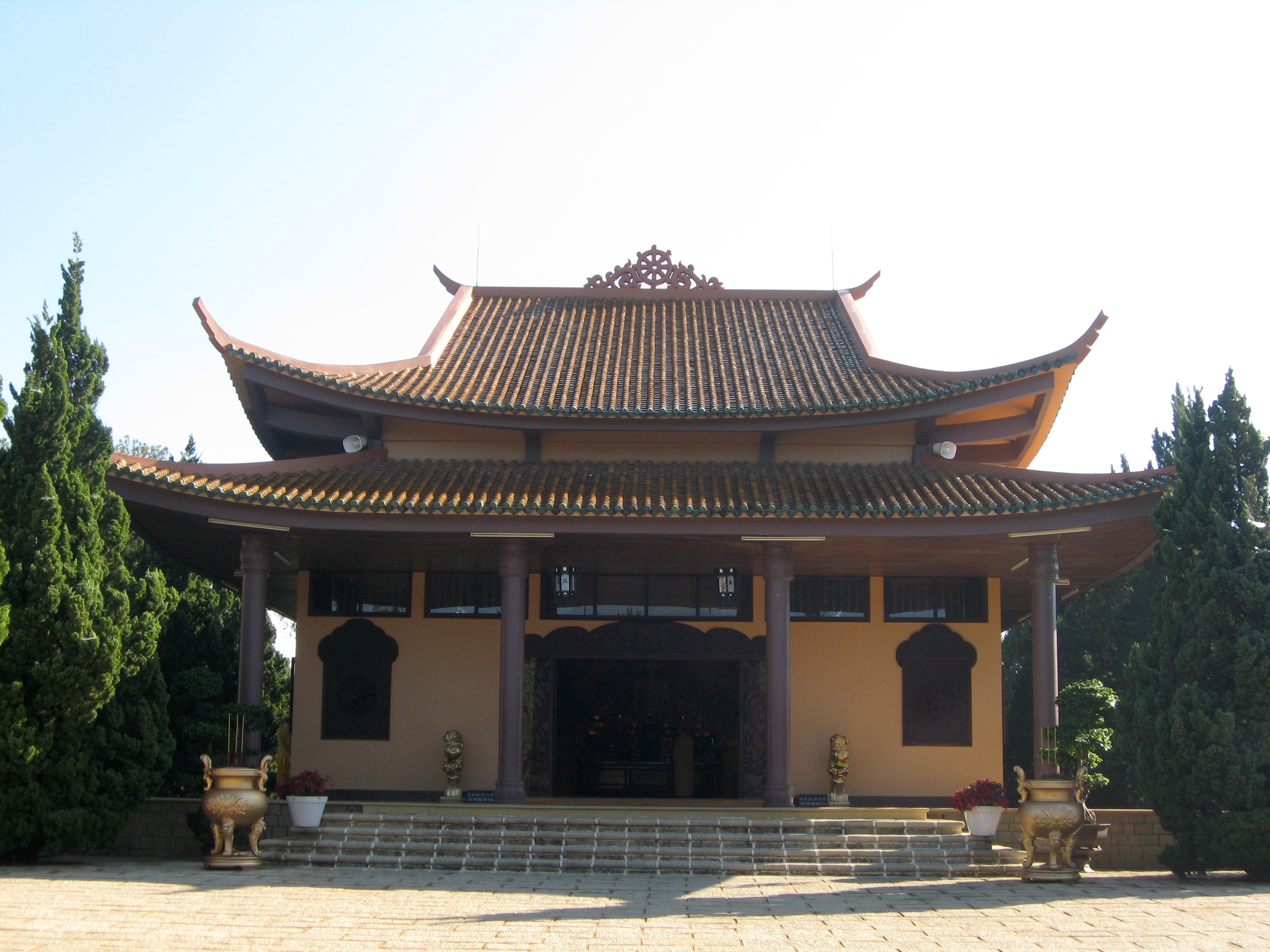
Chính điện
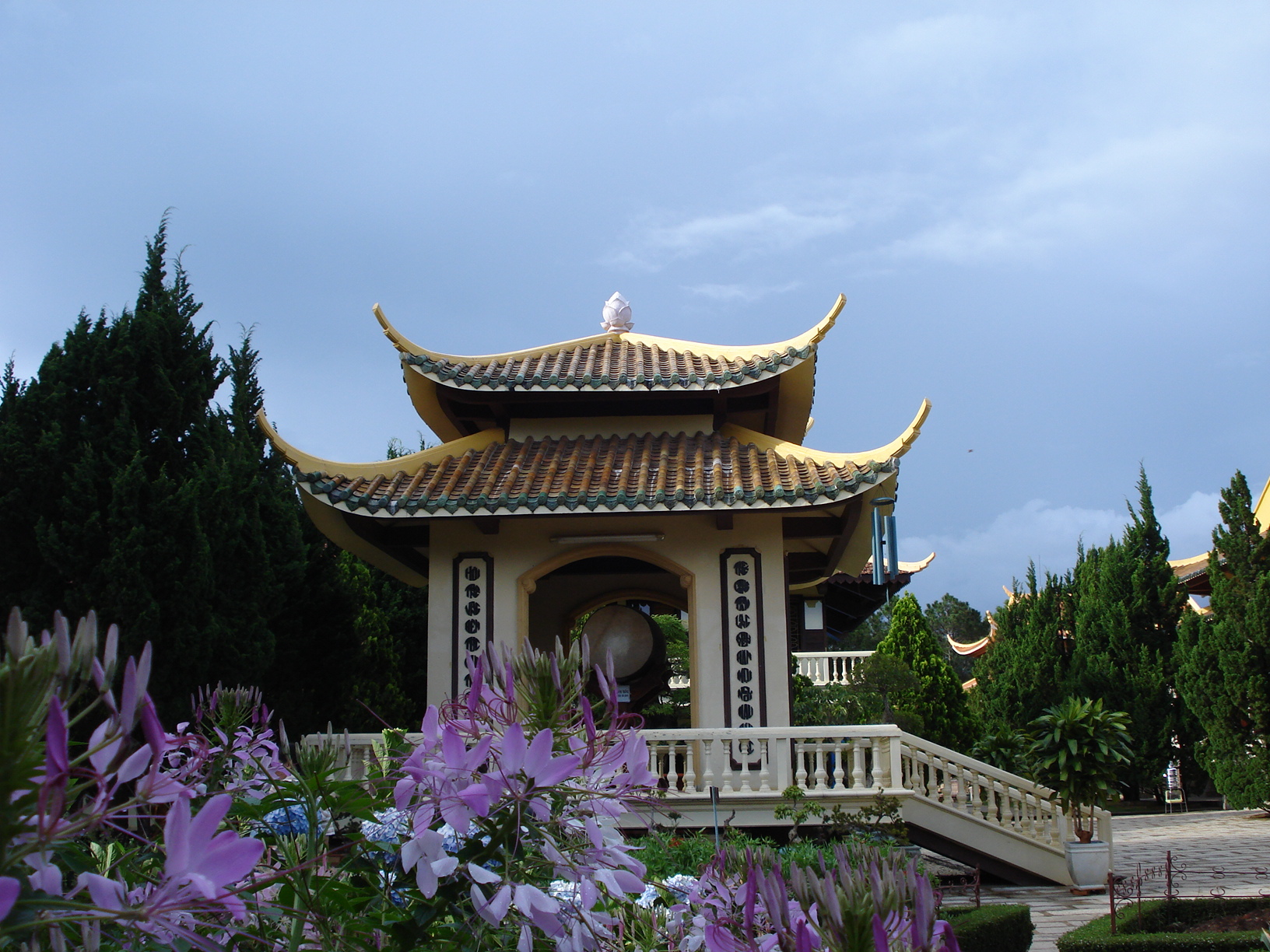
Gác trống
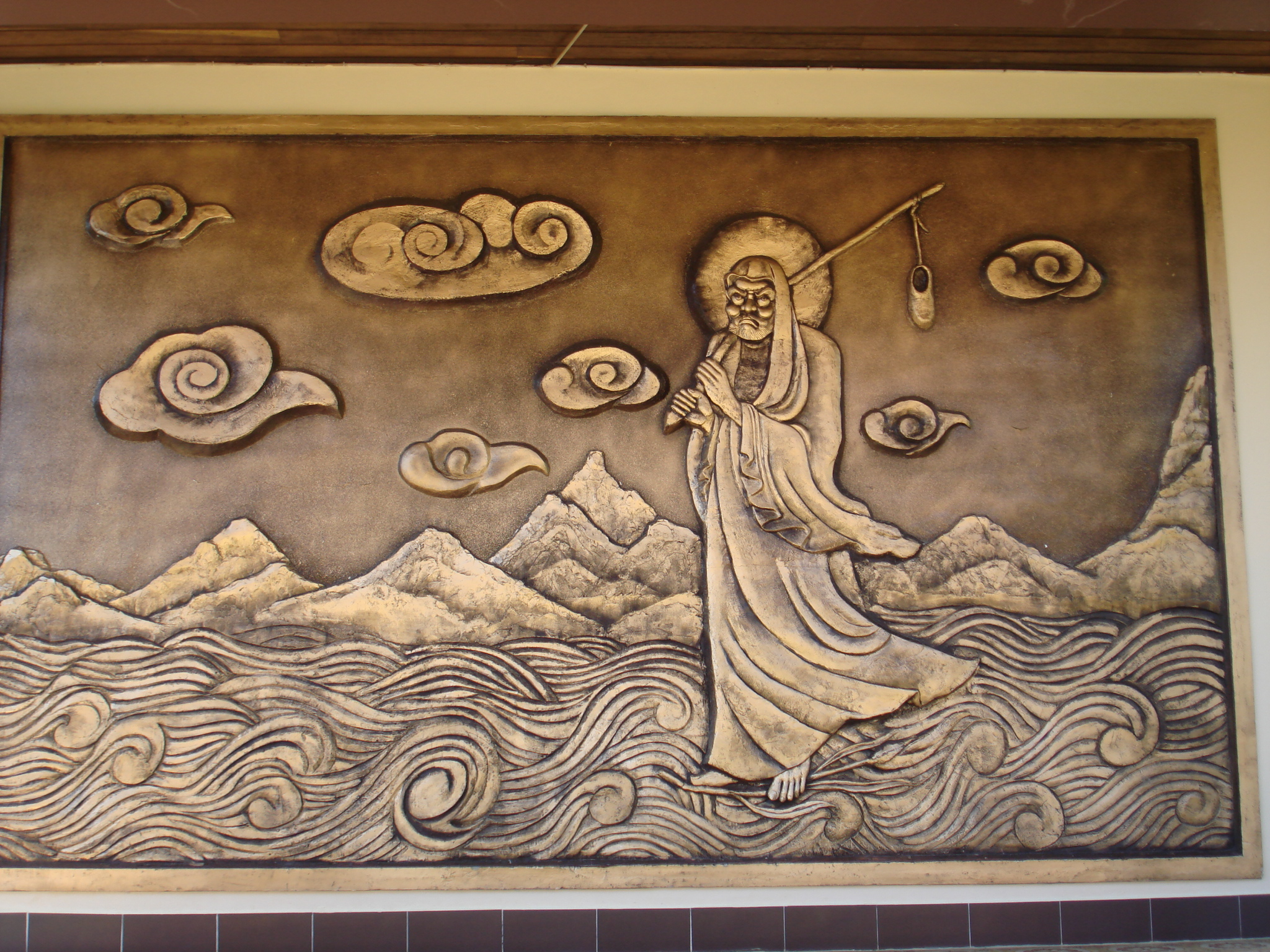
Tranh tượng Bồ Đề Đạt Ma phía sau thiền viện
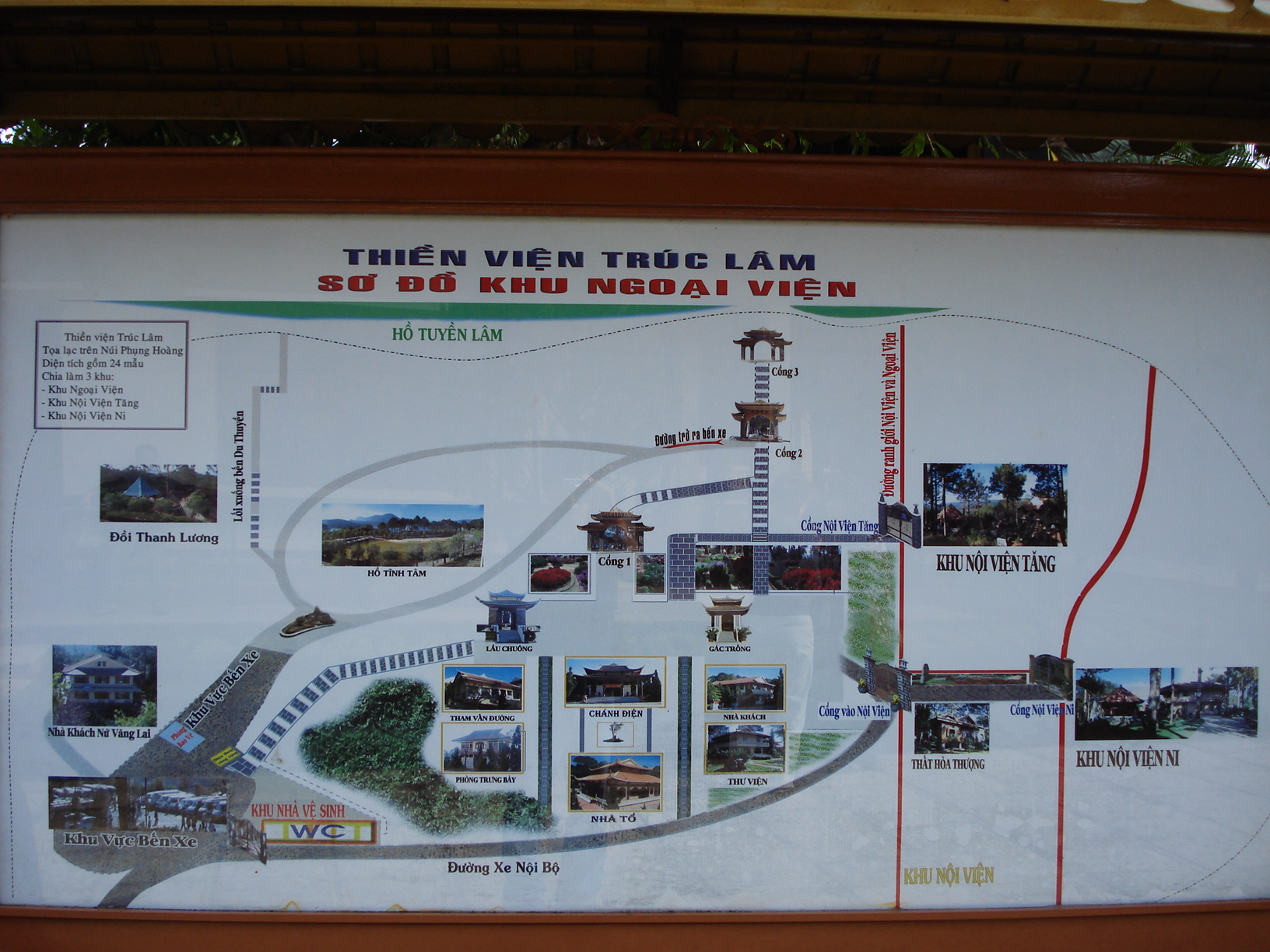
Bản đồ tham quan thiền Viện
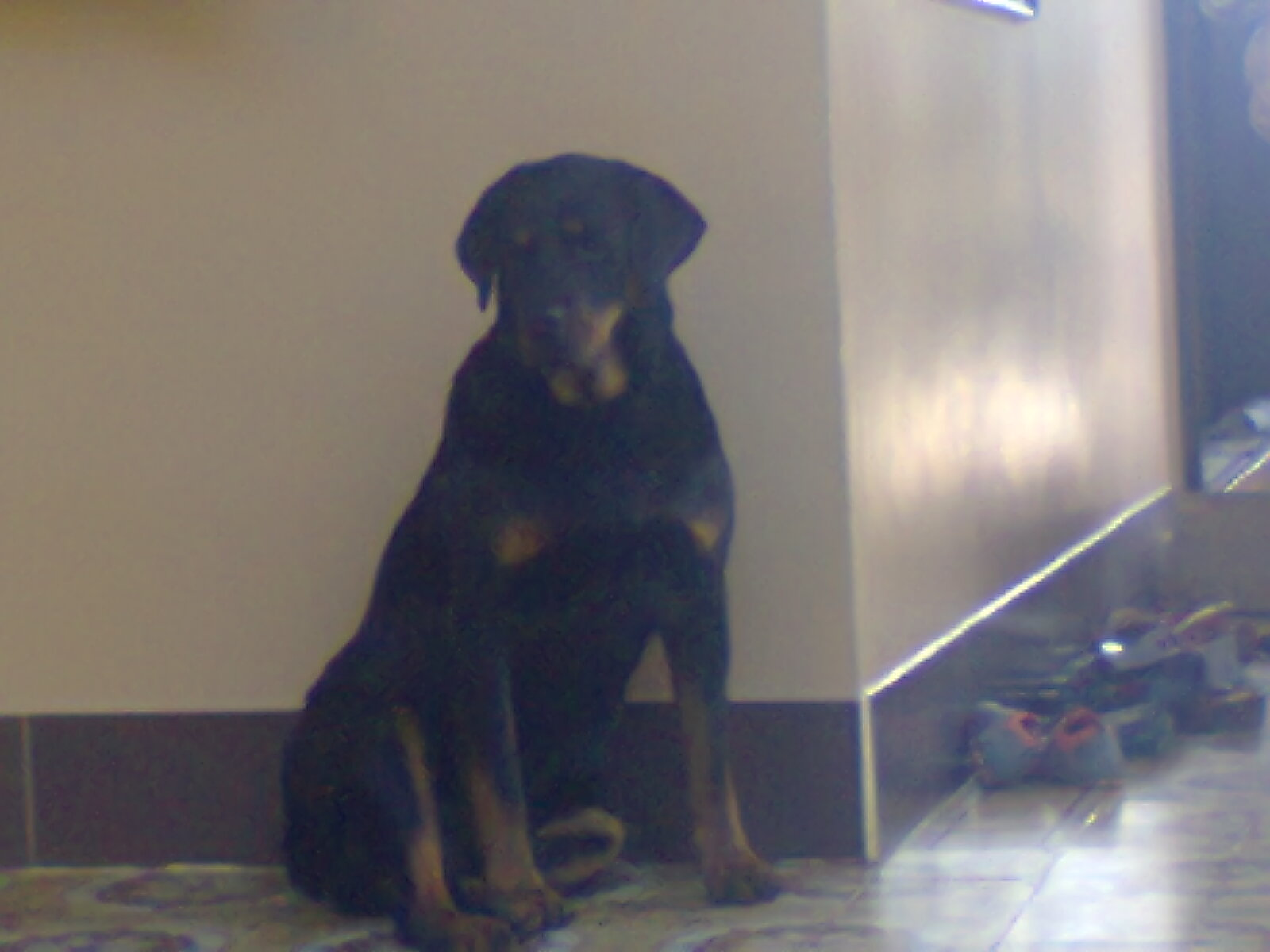
Một chú chó Rottweiler
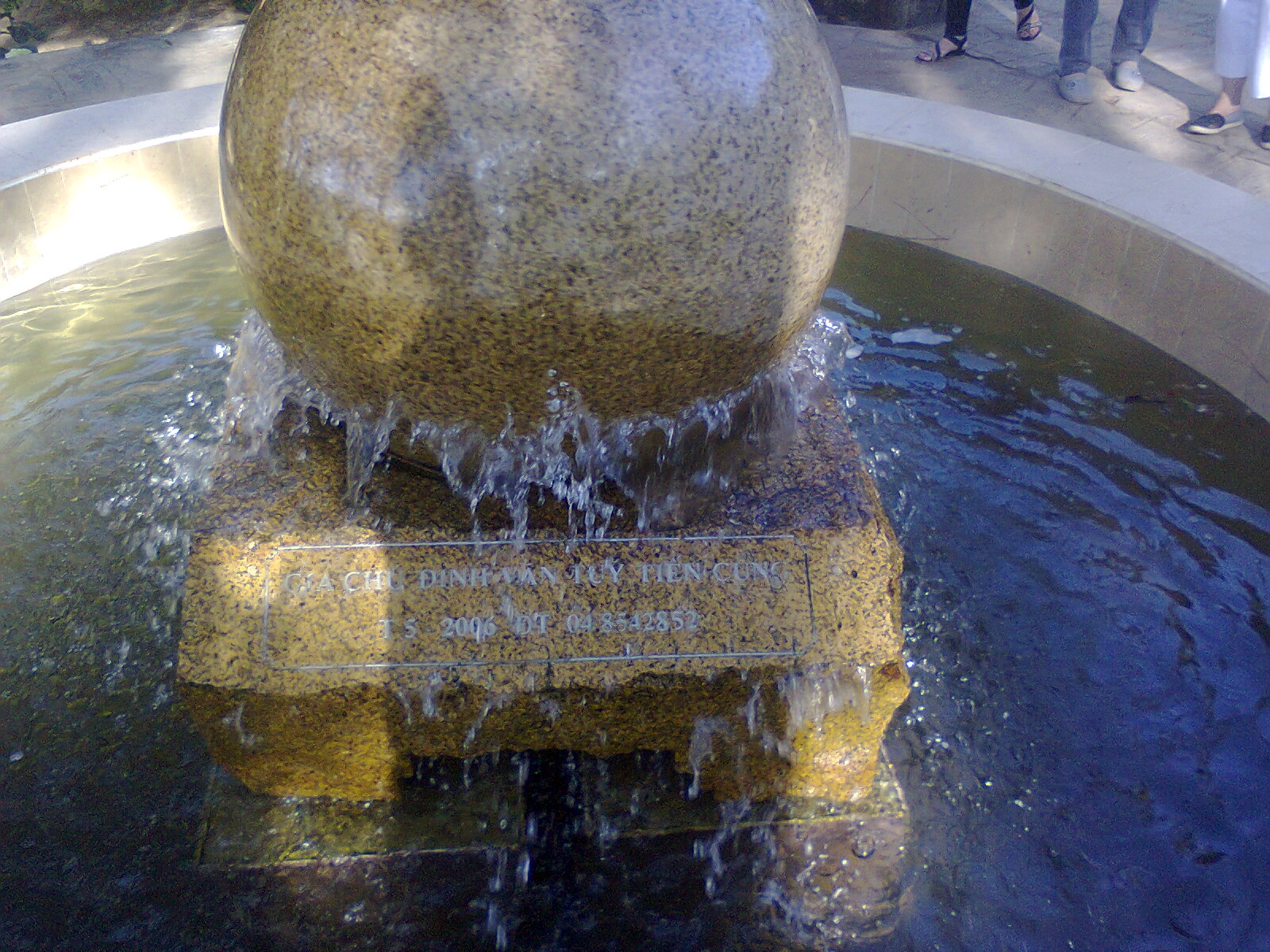
Một quả cầu xoay trong khuôn viên